# Adrian Heinrich von Borcke
Adrian Heinrich, hrabia von Borcke (ur. 1736, zm. 1791) – pruski dyplomata.
W latach 1788–1791 był pruskim posłem w Sztokholmie. Od wiosny 1789 roku Szwedzi prowadzili z nim rozmowy w sprawie otrzymania subsydiów od Królestwa Prus, lecz Prusacy chcieli dostać w zastaw tzw. Pomorze Szwedzkie, na co nie zgodził się Gustaw III, który polecił by ambasador szwedzki w Londynie Gustaf Adam von Nolcken spróbował z Brytyjczykami.
31 lipca 1790 roku ambasador Wielkiej Brytanii Robet Liston i Adrian Heinrich von Borcke podpisali w Sztokholmie traktat subsydialny ze Szwedami, którym Berlin i Londyn zobowiązywały się wesprzeć finansowo szwedzki rząd.